# یمی مری جان
یمی مری جان (انگلیسی: Yemi Mary John؛ زادهٔ ۳ مهٔ ۲۰۰۳) دونده سرعت زن اهل بریتانیا است.